# NGC 1832
NGC 1832 este o galaxie spirală situată în constelația Iepurele. A fost descoperită în 4 februarie 1785 de către William Herschel. Se află la o distanță de 22,28 de megaparseci de Pământ.